# Nvu
Nvu („N-view“) je WYSIWYG editor na vytváření a správu webových stránek, který je založen na Mozilla Composer, editoru z balíku Mozilla Suite. Mezi hlavní přednosti se řadí snadné ovládání a kvalita výsledného kódu stránek (ve smyslu validity vůči standardům W3C, jako jsou XHTML, CSS, apod.). Editor je koncipován tak, aby byl snadno použivatelný i méně zkušenými uživateli, na které nejsou kladeny žádné znalosti HTML či CSS.
Projekt byl sponzorován společností Linspire (dříve známá jako Lindows) a jako hlavní vývojář byl angažován Daniel Glazman, dříve zaměstnanec Netscape Communications Corporation, dnes zaměstnán u Mozilla Foundation a Distruptive Innovations.
Nvu je k dostupný pro platformy Linux, macOS a Microsoft Windows. Nicméně díky Netscape Portable Runtime je možné jej snadno zkompilovat pro řadu dalších platforem.
Nvu bývá často hláskován jako „N|vu“ tj. s čárkou, která je vyobrazena v oficiálním logu aplikace. Obdobným způsobem je též hláskován název portálu CNET, který je často zapisován jako „C|Net“.
Vývoj editoru nebyl nikdy formálně ukončen, ale jeho vývoj již nepokračuje. Daniel Glazman oznámil, že do budoucna se bude věnovat vývoji editoru, který má pracovní název Composer, a který bude založen na XULRunneru. Jako malá odnož projektu vznikl editor KompoZer, který je založen na Nvu a jeho cílem je opravit hlavní chyby tohoto editoru.

## Základní vlastnosti a schopnosti Nvu
- Snadné přepínání mezi návrhem a zdrojovým kódem – Nvu umožňuje při vytváření stránek snadno přepínat mezi WYSIWYG editorem a editorem zdrojového kódu. Výsledek si můžete prohlédnout přímo v editoru bez nutnosti spouštět prohlížeč.
- Podpora práce v panelech – Nvu, podobně jako Mozilla Firefox, umožňuje práci v panelech. Můžete tak mít zároveň otevřeno několik stránek a ty dle potřeb upravovat. Výsledek si můžete okamžitě prohlédnout.
- Přehledná publikace a správa webových stránek – Nvu má v sobě zabudovaného Správce stránek. Pomocí tohoto nástroje můžete snadno spravovat více vašich webů. Postačí, když v levé nabídce klepnete na Nastavení či stisknete klávesovou zkratku F9.
- Podpora pro psaní PHP kódu – S editorem Nvu můžete v rámci WYSIWYG editoru psát PHP kód. Postačí, když z hlavní nabídky zvolíte Vložit → PHP kód.
- Integrovaný CSS editor – Nvu v sobě obsahuje integrovaný CSS editor. Pomocí tohoto editoru můžete jednoduše psát kaskádové styly a tím snadno formátovat výsledné webové stránky.
- Kontrola českého pravopisu – Podobně jako například Mozilla Thunderbird Nvu obsahuje český slovník na kontrolu pravopisu.
- Intuitivní ovládání v češtině – Vytváření webových stránek s Nvu je velmi jednoduché a intuitivní. Program je přeložen do češtiny a je k dispozici i fórum na podporu uživatelů pro vaše dotazy.
- K dispozici zdarma – Nvu je distribuován zcela zdarma. Je jedno, zda jej používáte doma či ve firmě, můžete jej svobodně používat kdekoliv a v libovolném počtu kopií.

## Historie verzí
| 0.1   | 13. února, 2004     |
| 0.2   | 25. března, 2004    |
| 0.3   | 11. června, 2004    |
| 0.4   | 10. srpna, 2004     |
| 0.5   | 6. října, 2004      |
| 0.6   | 26. listopadu, 2004 |
| 0.7   | 6. ledna, 2004      |
| 0.8   | 2. února, 2005      |
| 0.81  | 9. února, 2005      |
| 0.9   | 11. března, 2005    |
| 1.0PR | 5. dubna, 2005      |
| 1.0   | 28. června, 2005    |